# Đỗ Mỹ Linh
Đỗ Mỹ Linh (sinh ngày 13 tháng 10 năm 1996) là một nữ người mẫu kiêm người dẫn chương trình truyền hình người Việt Nam. Cô từng giành đăng quang ở các cuộc thi Hoa hậu Việt Nam 2016 và Hoa hậu Nhân ái Thế giới 2017, trước khi trở thành người đại diện cho đất nước lọt vào top 40 chung cuộc tại Hoa hậu Thế giới 2017.

## Tiểu sử
Đỗ Mỹ Linh sinh ra và lớn lên tại Hà Nội trong một gia đình gia giáo. Đỗ Mỹ Linh có chiều cao 171 cm, nặng 52 kg với số đo ba vòng lần lượt 87-61-94 cm. Cô là sinh viên Đại học Ngoại thương Hà Nội, khoa Quản trị Kinh doanh. Trước khi đăng quang Hoa hậu Việt Nam 2016, Mỹ Linh làm thêm tại cửa hàng thời trang để trang trải cho việc học. Cô cũng từng tham gia đấu trường nhan sắc Hoa hậu Việt Nam 2014 nhưng đã rút lui trước khi vòng chung khảo khu vực phía Bắc diễn ra.

## Sự nghiệp

### 2015: Thử sức với Hoa hậu Hoàn vũ Việt Nam
Mỹ Linh chính thức bước chân vào các đấu trường nhan sắc lần đầu tiên khi thử sức tại cuộc thi Hoa hậu Hoàn vũ Việt Nam 2015. Trong đêm chung kết, cô dừng chân ở vị trí Top 15 người đẹp nhất. Thí sinh đăng quang năm đó là Phạm Thị Hương đến từ Hải Phòng.

### 2016–2018: Thành công với Hoa hậu Việt Nam 2016 và Hoa hậu Thế giới 2017
Năm 2016, vào ngày 28 tháng 8, tại đêm chung kết Hoa hậu Việt Nam tổ chức tại Thành phố Hồ Chí Minh, Đỗ Mỹ Linh đã đăng quang ngôi vị cao nhất, trở thành người kế nhiệm Hoa hậu Nguyễn Cao Kỳ Duyên bên cạnh Á hậu 1 Ngô Thanh Thanh Tú và Á hậu 2 Huỳnh Thị Thùy Dung.
Sau khi đăng quang, cô làm người mẫu và MC cho các chương trình truyền hình, sự kiện lớn và làm gương mặt đại diện cho một số thương hiệu. Cô cũng tham gia các hoạt động thiện nguyện phục vụ cộng đồng – xã hội, giúp đỡ các cá nhân có hoàn cảnh khó khăn.
Tháng 12 năm 2016, Mỹ Linh trở thành khách mời trong Lễ hội đèn lồng tại Việt Nam. Cô còn làm Đại sứ chương trình Tết an bình – Xuân cho em 2016.
Năm 2017, cô được bà Phạm Thị Kim Dung và Nguyễn Thị Thúy Nga – Chủ tịch Công ty Cổ phần Quảng cáo Sen Vàng chỉ định trở thành đại diện Việt Nam tham dự cuộc thi Hoa hậu Thế giới diễn ra tại Trung Quốc và lọt vào Top 40 chung cuộc. Đỗ Mỹ Linh đã giành chiến thắng phần thi Hoa hậu Nhân ái (Beauty with a Purpose) (Đây là lần đầu tiên Việt Nam đoạt giải tại phần thi này trong suốt 16 năm cử thí sinh tham gia. Trước đây đều chưa chiến thắng ở bất cứ giải phụ nào) và lọt vào top những thí sinh xuất sắc nhất của phần thi People's Choice và Hoa hậu Truyền thông.

## Đời tư

### Tranh cãi
Ngay sau khi đăng quang, Mỹ Linh đã bị tố cáo rằng cô đã phẫu thuật cắt lợi và từng xúc phạm cô giáo dạy mình là "dog" (nghĩa là "con chó"). Việc sửa răng chưa được chứng minh, nhưng việc Mỹ Linh xúc phạm cô giáo thì đã có bằng chứng còn lưu lại trên trang facebook cá nhân.
Tại tập đầu tiên của Cuộc đua kỳ thú 2019, Đỗ Mỹ Linh bị chỉ trích vì cách ăn nói. Cụ thể, trong thử thách vẽ lên lợn nhưng không được dùng tay chạm vào lợn, nếu các đội chơi khác khá dễ dàng khi "thuần hoá" chú lợn của mình thì đội Đỗ Mỹ Linh và Xuân Tiền lại khó khăn hơn. Chú lợn của đội Đỗ Mỹ Linh khá khó điều khiển và liên tục kêu lớn, chạy quanh, thậm chí là cắn cả Xuân Tiền.

### Gia đình
Đỗ Mỹ Linh được coi là người khá kín tiếng trong chuyện tình cảm. Vào tháng 10 năm 2022, cô xác nhận kết hôn với chủ tịch Câu lạc bộ bóng đá Hà Nội Đỗ Vinh Quang, con trai của doanh nhân Đỗ Quang Hiển. Hôn lễ của họ được tổ chức vào ngày 23 tháng 10 năm 2022 tại Hà Nội.
Tháng 7 năm 2023, cô hạ sinh đứa con đầu lòng. Cô đã công khai bộ ảnh lúc mang bầu của mình vào một tháng sau đó.

## Thành tích
- Top 15 Hoa hậu Hoàn vũ Việt Nam 2015
- Hoa hậu Việt Nam 2016
- Top 40 Hoa hậu Thế giới 2017
  - Hoa hậu Nhân ái tại Hoa hậu Thế giới 2017
  - Top 10 Hoa Hậu Truyền Thông
- Á quân The Amazing Race Vietnam: Cuộc đua kỳ thú 2019

## Diễn xuất

### MV ca nhạc
- Hết thương cạn nhớ - Vai Thị Nở[16] (Hợp tác cùng ca sĩ Đức Phúc, diễn viên Hoàng Dũng và diễn viên Kiều Minh Tuấn) (2019)